# Lucas Coutinho Tavares
Lucas Coutinho Tavares (sinh ngày 10 tháng 7 năm 1992) là một cầu thủ bóng đá người Brasil.

## Sự nghiệp câu lạc bộ
Lucas Coutinho Tavares đã từng chơi cho SC Sagamihara.